# 红果罗浮槭
红果罗浮槭（学名：Acer fabri var. rubrocarpum）为槭树科枫属下的一个变种。

## 扩展阅读
- 維基物種上的相關：红果罗浮槭